# Trubetskoy
Trubetskoy — белорусская рок-группа из Минска. Основана 1 сентября 2014 года бывшими участниками коллектива «Ляпис Трубецкой». Лидер коллектива — бывший вокалист «Ляписов» Павел Булатников. Сами участники группы Trubetskoy называют свой стиль «heavy dance music» — «тяжёлая танцевальная музыка».

## История
17 марта 2014 года Сергей Михалок объявил о грядущем роспуске группы «Ляпис Трубецкой», и 31 августа этот коллектив прекратил свою деятельность.
В ночь на 1 сентября 2014 года в интернете появились работы двух новых групп, основанных экс-участниками «Ляписов» — увидели свет клип Brutto на одноимённую песню и сингл «Ласточка» от музыкального проекта с частично знакомым названием Trubetskoy.
Как оказалось, группа Trubetskoy была основана частью бывших музыкантов «Ляписа Трубецкого»: одним из вокалистов Павлом Булатниковым, гитаристом Русланом Владыко и бывшим барабанщиком Александром Сторожуком (играл в «Ляписе Трубецком» с 2001 по 2011 год включительно). К этому трио присоединились действующий гитарист J:МОРС Павел Третяк и бывший басист «BeZ bileta», Крамбамбули и J:Морс, композитор, руководитель джаз-оркестра Chiefs Band Алесь-Франтишек Мышкевич.
Первый сингл, выпущенный группой 1 сентября 2014 года, можно назвать дебютным лишь условно. Песня «Ласточка» изредка исполнялась на концертах «Ляписа Трубецкого», но уже успела завоевать популярность у фанатов группы. Однако, несмотря на просьбы тех же фанатов, так и осталась неизданной в студийном варианте.
Первый концерт группы Trubetskoy состоялся менее чем через неделю после её создания — 5 сентября коллектив выступил на фестивале RESPUBLICA в украинском Каменец-Подольском. Там же состоялась премьера песни «Рядом».
После первых успешных выступлений, группа Trubetskoy приступает к подготовке фильма о своей группе «Trubetskoy. The Band», в котором участники группы рассказывают о себе. Над фильмом работала интернациональная бригада: музыкальные номера снимались живьем на студии Снорре Бергеруда в Вильнюсе, интервью писались в Минске и Москве, монтаж проходил сразу в трех вышеозначенных городах; также в фильме использовались материалы, снятые на концертах группы Trubetskoy в Каменце-Подольском, Киеве, Москве и Санкт-Петербурге.
В ноябре 2014 года группа «Trubetskoy» выступала в Санкт-Петербурге в клубе «Космонавт» совместно с группами «Дай Дарогу!» и «НОМ» с концертом «Lyapis Crew: Трубьют».
Сергей Михалок запретил исполнять новоиспечённой группе ляписовские песни. На это лидер группы «Trubetskoy» ответил, что в дальнейшем он не планирует исполнять эти песни, поскольку группа постепенно обзаводится новым материалом. И всё же Павел Булатников планирует до выхода полноценного студийного альбома продолжить исполнять ляписовские песни и радовать своих поклонников, а уже после выхода студийного альбома прекратить. Эти песни остаются актуальными в творчестве коллектива и любимыми поклонниками.
23 октября 2015 года состоялся выход дебютного альбома «Magister Bibendi». Релиз, состоящий из 12 новых треков, получил название Magister Bibendi (с лат. — «учитель питья», с лат. — «распорядитель попойки»). Особенностью нового релиза стало то, что над ним работали люди из разных стран — «настоящая интербригада», по словам пресс-атташе группы Trubetskoy Александра Бергера: «Эта пластинка писалась в Литве, за звук отвечал саунд-продюсер из Норвегии, тексты для песен сочинялись в Минске, Киеве, Вильнюсе, Москве, Варне, мастеринг альбома делался в Лондоне, клип монтировался в Любляне, ну и так далее. А ещё в этом альбом вошли песни на трёх языках: русском, белорусском и украинском». Альбом Magister Bibendi можно послушать на ресурсах Яндекс. Музыка, Tut.by, Open.ua, а также скачать в iTunes и на прочих цифровых платформах. Альбом наиболее жёсток, чем предыдущие с моментами мистики. Что придало трагичность и долю юмора, но наибольшую танцевальность. Как говорили музыканты, в этом альбоме у них сложился особый стиль — Heavy dance music.
13 ноября 2016 года группу покинул Алесь Франтишек-Мышкевич. Позже стало известно о том, что место бас-гитариста займёт экс-участник группы «Ляпис Трубецкой» Дмитрий Свиридович.
Группа масштабно выступает по российским городам первые месяцы года совместно с группой Ска’n’Ворд. Многие песни коллектива переписаны в акустической обработке.
6 июля 2017 года группа выступает на открытии рок-фестиваля «Нашествие» в селе Большое Завидово Тверской области. Группу встретили довольно положительно.
21 июля 2017 года группа представила свой репертуар в программе «Воздух» на Нашем Радио.
С сентября 2017 года новым участником группы становится клавишник Дмитрий Хоменко. 1 сентября, в честь 3-летнего юбилея группы, была представлена новая песня «Китти» в стиле современной музыки и Мумий Тролля. Новые песни «Китти» и «Время» были исполнены 2 сентября, на концерте в Москве, посвящённом дню рождения группы. 15 сентября 2017 года на канале YouTube появился новый клип группы на песню «Китти».
28 ноября 2017 года вышел клип на песню «Когда идёшь домой».
18 апреля 2018 года группа представила композицию «Маё Сэрца». Впервые песня была исполнена вживую в акустическом варианте на концерте в Минске 19 апреля 2018 года.
5 июня 2018 года в соцсетях коллектива появился пост о том, что барабанщик группы Александр Сторожук решил сосредоточиться на преподавательской деятельности.
17 июня 2018 года состоялся концерт группы в Осиповичах с новым ударником.
20 июня 2018 года группой был представлен новый барабанщик группы. Им стал Сергей Подливахин, известный, благодаря коллективу «Леприконсы». Также он играл в других коллективах.
28 июня 2018 года вышел клип на песню «Время».
В феврале 2019 года вышел альбом «Зашевелит бит».
19 января 2020 года в Минске скончался гитарист группы Руслан Владыко. В июне 2019 года был сильно избит, находился в коме на искусственной вентиляции легких.
31 января 2020 года группой был представлен новый гитарист. Им стал Павел Трипуть, до этого выступавший в коллективе сессионно.
20 декабря 2020 года группа Trubetskoy выпустила клип на новую песню «VOLYA». Эту песню и клип музыканты посвятили персонально Ольге Хижинковой, которая 1,5 месяца находилась в изоляторе на Окрестина.

## Дискография

### Студийные альбомы
- 2015 — Magister Bibendi
- 2019 — Зашевелит бит[6]

### Синглы
- 2014 — Ласточка
- 2014 — Ёлки
- 2015 — Прывітанне ўсім наогул
- 2016 — Один из вас
- 2018 — Трафик

### Видеоклипы
- 2015 — Гагарин
- 2015 — Ирочка
- 2015 — Завершается игра
- 2015 — Magister Bibendi
- 2016 — Один из вас
- 2017 — Китти
- 2017 — Когда идёшь домой
- 2018 — Время
- 2019 — Зашевелит бит
- 2020 — Volya

## Состав

### Текущий состав
- Павел Булатников — вокал (2014—настоящее время)
- Дмитрий Свиридович — бас-гитара (2016—настоящее время)
- Иван Галушко — тромбон, бэк-вокал (ноябрь 2024 — настоящее время)
- Петр Марцинкевич — труба (сентябрь 2024 — настоящее время)
- Сергей Подливахин — ударные (сентябрь 2018 — настоящее время)
- Виталий Вечерский — гитара (2021—настоящее время)

### Бывшие участники
- Алесь Франтишек-Мышкевич — бас-гитара, бэк-вокал (сентябрь 2014 — ноябрь 2016)
- Александр Сторожук — ударные, бэк-вокал (сентябрь 2014 — лето 2018)
- Руслан Владыко — гитара, клавишные, бэк-вокал (сентябрь 2014 — январь 2020 ; умер 19-го января 2020)
- Павел Трипуть — гитара, бэк-вокал (лето 2019—2021)
- Дмитрий Хоменко — клавишные, бэк-вокал  (сентябрь 2017— ноябрь 2024)

### Сессионные участники
- Павел Третяк — гитара, бэк-вокал (сентябрь 2014). Сыграл с группой только один концерт и помог в записи сингла, однако из-за собственной занятости принял решение не становиться постоянным участником группы[7]. С 2014 года по 2020 был в составе группы Brutto, в настоящее время покинул коллектив.